# Anton Stach
Anton Stach (Buchholz in der Nordheide, 15 de noviembre de 1998) es un futbolista alemán que juega en la demarcación de centrocampista para el Leeds United F. C. de la Premier League de Inglaterra.

## Selección nacional
Tras jugar en la selección de fútbol sub-21 de Alemania y en la sub-23 en los Juegos Olímpicos de Tokio 2020, finalmente el 26 de marzo de 2022 debutó con la selección absoluta en un encuentro amistoso contra Israel que finalizó con un resultado de 2-0 a favor del combinado alemán tras los goles de Kai Havertz y Timo Werner.

## Clubes
| Club                 | País       | Año       | Partidos | Goles |
| -------------------- | ---------- | --------- | -------- | ----- |
| VfL Osnabrück II     | Alemania   | 2017      | 1        | 0     |
| SSV Jeddeloh         | Alemania   | 2017-2018 | 23       | 4     |
| VfL Wolfsburgo II    | Alemania   | 2018-2020 | 40       | 6     |
| SpVgg Greuther Fürth | Alemania   | 2020-2021 | 33       | 1     |
| 1. FSV Mainz 05      | Alemania   | 2021-2023 | 68       | 2     |
| TSG 1899 Hoffenheim  | Alemania   | 2023-2025 | 71       | 4     |
| Leeds United F. C.   | Inglaterra | 2025-     |          |       |